# Jesús Rondón Nucete
Jesús Rondón Nucete (Tovar, Mérida, 20 de junio de 19A1) es un catedrático, político y escritor venezolano. Es profesor de Derecho Constitucional en la Facultad de Ciencias Jurídicas y Políticas de la Universidad de Los Andes. Fue gobernador del estado Mérida, diputado, presidente del consejo municipal y dirigente político del Partido Social Cristiano.

## Biografía

### Formación académica
Jesús Rondón Nucete nació en la ciudad de Tovar el 20 de junio del año 1941, localidad en donde curso sus estudios de primaria para luego trasladarse a la ciudad de Mérida en donde continuaría su formación académica y posterior formación política, graduándose summa cum laude ('con los máximos honores académicos') de abogado en la Universidad de Los Andes en 1964. Posteriormente realizó estudios de "Especialización Municipal" en la Universidad del Sur de California (Los Ángeles), "Especialización en Derecho Constitucional" y "Especialización en Ciencias Políticas" en la Universidad de París y Especialización en Derecho Internacional" en la Academia de Derecho Internacional de La Haya.

### Carrera política
Durante sus años de estudios en la Universidad de Los Andes fue dirigente estudiantil formado bajo la doctrina del  social-cristianismo lo que lo llevó a formar parte de las filas de la Democracia Cristiana Universitaria y posterior líder juvenil del Partido Social Cristiano COPEI.
Fue conocido bajo el pseudónimo de "Chuy Copei", fue diputado de la república por el estado Mérida durante el periodo 1969-1974, viceministro de justicia 1972-1974, presidente del Concejo Municipal de Mérida en el período 1979-1984 y gobernador de Mérida durante dos periodos consecutivos entre los años 1990 y 1996.

### Gobernador de Mérida
Como gobernador se le atribuyen logros en materia de educación, salud, deportes, infraestructura, servicios públicos, fuerte promoción de la cultura y recuperación del patrimonio histórico del estado Mérida.[cita requerida]
Fue fundador de importantes instituciones culturales como La academia de Mérida, la biblioteca Bolivariana, el museo de ciencias y tecnologías, museo de arte moderno y centros culturales.
En materia de infraestructura, inició el proyecto del Aeropuerto Internacional Juan Pablo Pérez Alfonso de la Ciudad de El Vigía, la continuación de la Autopista Rafael Caldera (también conocida como autopista Mérida-ElVigía) en cooperación con el entonces gobierno nacional, la construcción del Centro Cultural Mariano Picón Salas de la Ciudad de El Vigía, la construcción del Complejo Cultural y Recreacional “Claudio Corredor Muller” en la Ciudad de Tovar, cientos de desarrollos habitacionales tales como las urbanizaciones "Don Perucho" (en homenaje a Pedro Rincón Gutiérrez), Carlos Sánchez en Ejido, Llano Seco en Lagunillas, entre otras.
Respecto a la construcción de espacios culturales, Rondón Nucete creó la Red de Casas y Centros Culturales (RCCC) cuya función era el proporcionarle a toda la colectividad merideña espacios físicos adecuados para la realización de actividades culturales, difusión permanente de valores artísticos y el fomento de las tradiciones populares. Las principales obras construidas por la RCCC fueron:
En Mérida, el centro cultural Tulio Febres Cordero, el auditorio "Antonio Spinetti Dini", el museo "Juan Astorga Anta",  el teatro "Gonzalo Picón Febres", la biblioteca José Nucete Sardi y la plaza Pedro Rincón Gutiérrez.
En El Vigía, el centro cultural Mariano Picón Salas, el teatro Arturo Uslar Pietri, la biblioteca general e infantil y dos anfiteatros.
En Tovar, el Coliseo El Llano, el museo José Lorenzo de Alvarado, el teatro José Eduardo Ramírez, la biblioteca infantil Antoine de Saint-Exupéry y el Conservatorio de Música "Emilio Muñoz"-
En Tucaní, el centro cultural José María Osorio, el auditorio Puruara, la Sala de Lectura Infantil y la Galería de exposiciones.
En Zea, el centro cultural Rafael A. Rondón Márquez y un teatro. En Timotes, el centro cultural "Jesús María Espinoza" y el Museo antropológico. 
En Bailadores inauguró la Casa Bolivariana de Bailadores.
A través del Programa Integral para la Renovación de Poblados del estado Mérida, lugares como Chachopo, San Rafael de Mucuchíes, Cacute, Los Nevados, La Trampa, Chiguará, Mesa de Quintero, Torondoy, San Pedro, Zea, entre otros ubicados a lo largo y ancho de la geografía merideña, se vieron beneficiados por la pavimentación de sus calles principales, instalación del aparataje respectivo para el suministro eléctrico, mejoras en los servicios de agua blancas y negras y restauraciones a las infraestructuras más emblemáticas las cuales algunas se enlistan a continuación:
- Antiguo templo del Colegio de San Francisco Javier, conocido hoy como Capilla del Carmen.
- Ruinas de San Antonio de Mucuño en Acequias.
- Antiguo hospital de Timotes (hoy casa de la cultura).
- Casa del Ateneo de Pueblo Llano (también fue ampliada).
- Antigua casa de gobierno en Apartaderos (hoy residencia oficial en el páramo).
- Casa de Juan Félix Sánchez en San Rafael de Mucuchíes.
- Casa Natal de S.E José Humberto Quintero y pasó a ser la sede de la casa de la cultura de los pueblos del páramo.
- Casa de los Gobernadores de Mérida, el cual fue sede protocolar del gobierno de Mérida, de la Academia de Mérida y de la Biblioteca José Nucete Sardi.
- Casa del General José Antonio Paredes, hoy sede del Museo de Arte Colonial.
- Casa del Obispo J.H Bosset, hoy sede de la Cantoría de Mérida, la Orquesta Típica Merideña y la Banda Sinfónica del estado Mérida.
- Casa de la Hacienda La Victoria en Santa Cruz de Mora.
- Casa de la Hacienda El Estanquillo en San Juan.
- Casa del Puente en Santa Cruz de Mora, hoy convertida en posada.
- Casa Cural de Zea.
- Antigua cárcel de Chacantá, hoy sede de la Biblioteca “Herlinda Molina de Rodríguez”.
- Casa principal de Torondoy, hoy casa de la cultura "Ernesto Pérez Baptista" de Torondoy.
- Antiguo Hospital Los Andes, ubicado en la av. 3 del centro de Mérida.
- Casa de Gobierno en Palmira.
- Casa de la Cultura "Luciano Noguera Mora" en Canaguá.
- Casa de la Cultura "Ernesto Jerez Valero" en Santo Domingo.
- Casa de la Cultura "Pedro María Patrizzi" en Mesa Bolívar.
- Iglesia de Los Nevados.
- Iglesia de nuestra señora de regla en Tovar.
- Iglesia de nuestra señora de las Mercedes en Zea.
- Iglesia de Mesa de Quintero.
- Iglesia de El Viento en el Guaimaral.
- Iglesia de Mesa de Moreno en Guaraque.

### Asalto a la gobernación de Mérida
En 2005 Rondón Nucete fue imputado por la Fiscalía con cargos de conspiración, rebelión civil, ofensa a los jefes de Estado, impedimento del ejercicio de derechos políticos, privación ilegítima de libertad y violencia sobre funcionarios públicos en el marco del asalto a la gobernación de Mérida y del golpe de Estado en Venezuela de 2002 Informa el diario El universal. En 2007 el presidente Hugo Chávez anunció una amnistía para los participantes del asalto y en 2009, según la prensa del PSUV, Jesús Rondón Nucete junto a otros acusados recibirían la amnistía.

### Candidato a diputado y a gobernador de Mérida
Fue fundador del movimiento político Pro-Mérida en 2004[cita requerida]
En 2010 se postuló como candidato a diputado de la Asamblea Nacional de Venezuela por las filas de la recién conformada Mesa de la Unidad Democrática como representante del circuito N.º 1 conformado por los Municipios Alberto Adriani, Antonio Pinto Salinas, Tovar y Zea.
En 2016, se lanzó como candidato a las primarias de la Mesa de la Unidad Democrática para la gobernación de Mérida, sin embargo, en medio de desacuerdos y desavenencias políticas y personales, la MUD lo excluyó de dicho proceso primario por no formar parte de ningún partido integrante de la Mesa de la Unidad, motivo por el cual se postuló a la gobernación del estado Mérida, esta vez de manera independiente, a través de la tarjeta del partido político Gente Independiente, sin llegar a ser electo.
En 2018 el Gobernador del estado Mérida Ramón Guevara le hizo un homenaje con el cambio del nombre al complejo recreativo de tovar complejo que Rondón Nucete ordenó la construcción bajo su mandato.

## Vida posterior

### Docencia
En marzo de 2015 fue homenajeado por las autoridades rectorales de la Universidad de Los Andes por sus 50 años de docencia activa en la cátedra de Derecho Constitucional en la Facultad de Ciencias Jurídicas y Políticas.
En 2015 fue designado profesor emérito de Universidad de Los Andes.[cita requerida]

### Columnista
Ha sido columnista del diario Fronteray actualmente es columnista en el diario El Nacional desde 2022.
También ha publicado ensayos y dictado conferencias en Venezuela y el exterior.

### Pau, Francia
Actualmente vive en Pau, Francia  desde 2020 donde quedo atrapado por la pandemia producida por el coronavirus Covid-19   desde allí se  ha dedicado a escribir diferentes artículos y libros incluyendo Memorias de un virus y otras pandemias y más reciente La lucha por la democracia. Testimonio

## Obras escritas
- La lucha por la democracia. Testimonio
- Memorias de un virus y otras pandemias.
- Teoría Jurídica del Poder Constituyente.
- Las elecciones primarias presidenciales.
- América Latina en la mañana del camino.
- La campaña admirable.
- El reclamo permanente de Galileo Galilei.

Historia:
- Acontecer de Mérida.
- Los años del castrismo.
- Los Comienzos del Gomecismo.
- La consolidacion del gomecismo.
- Historia de Copei en Mérida.
- El obispo Lasso de la vega en el acercamiento de la América hispana al Sumo pontífice
- La lucha por la democracia en Venezuela, Testimonio

Otras publicaciones:
- Pueblos en la Historia.
- Biografía sobre el ingeniero Manuel Padilla.
- Biografía sobre el doctor José Ramón Cepeda.
- Biografía sobre don Tulio Febres Cordero.
- Biografía del Dr Carlos Febres Pobeda.
- Orígenes del Movimiento Sindical de Mérida.
- Camino en las Alturas.
- Biografía sobre el doctor Antonio Spinetti Dini.